# Дусун-маланг
Дусун-маланг (индон. Bahasa Dusun Malang) — один из австронезийских языков, распространён на острове Калимантан — в о́круге Северный Барито провинции Центральный Калимантан (Индонезия).
По данным Ethnologue, количество носителей данного языка составляло 4,5 тыс. чел. в 2003 году.

## Диалекты
В составе языка выделяют следующие диалекты: баян, дусун-маланг. Степень взаимопонятности между ними составляет 90%.